# ArmaLite AR-7 Explorer
L'ArmaLite AR-7 Explorer è una carabina semiautomatica prodotta dalla ArmaLite dal 1959.

## Sviluppo
L'arma venne progettata da Eugene Stoner, già costruttore del fucile d'assalto M16, ed era pensata per il mercato civile. Era derivato dall'AR-5, un fucile da sopravvivenza in dotazione ai piloti dell'USAF. La produzione del fucile, a partire dal 1973, è passata in mano ad alcune industrie, e oggi la Henry Repeating Arms è quella che continua la sua produzione.

## Tecnica
La carabina impiegava un funzionamento a massa battente e può sparare munizioni .22 Long Rifle. Queste ultime vengono alloggiate in un caricatore monofilare da otto colpi. Il castello è realizzato in lega di alluminio verniciato in nero e le parti meccaniche interne sono in acciaio. Può essere facilmente smontata in varie componenti che possono essere alloggiate nel calcio. La sicura è posta sul lato posteriore destro del castello e la posizione di sicurezza è indicata da una freccia con la punta verso il retro dell'arma con la dicitura safe.

## Impiego
Sebbene pensato per il mercato civile, L'AR-7 fu impiegato tra gli anni '60 e gli anni '70 da personale NATO e dall'IDF israeliana.